# Rose de Nice
Rose de Nice è un lungometraggio del 1921 diretto da Maurice Challiot e Alexandre Ryder.

## Trama
Un giovane pittore vive in Provenza con la sua amica d'infanzia, che chiama Rose de Nice. Dovendo tornare a Parigi, diventa oggetto dell'amore di una donna incostante che sta per uccidere e che viene salvata dall'intervento di suo padre.Tornerà a casa e troverà la tanto desiderata felicità con la sua dolce Rose.